# Ville di Giovo
Ville di Giovo è una frazione del comune sparso di Giovo situata a nord rispetto a Verla, sede municipale del comune.

## Geografia fisica

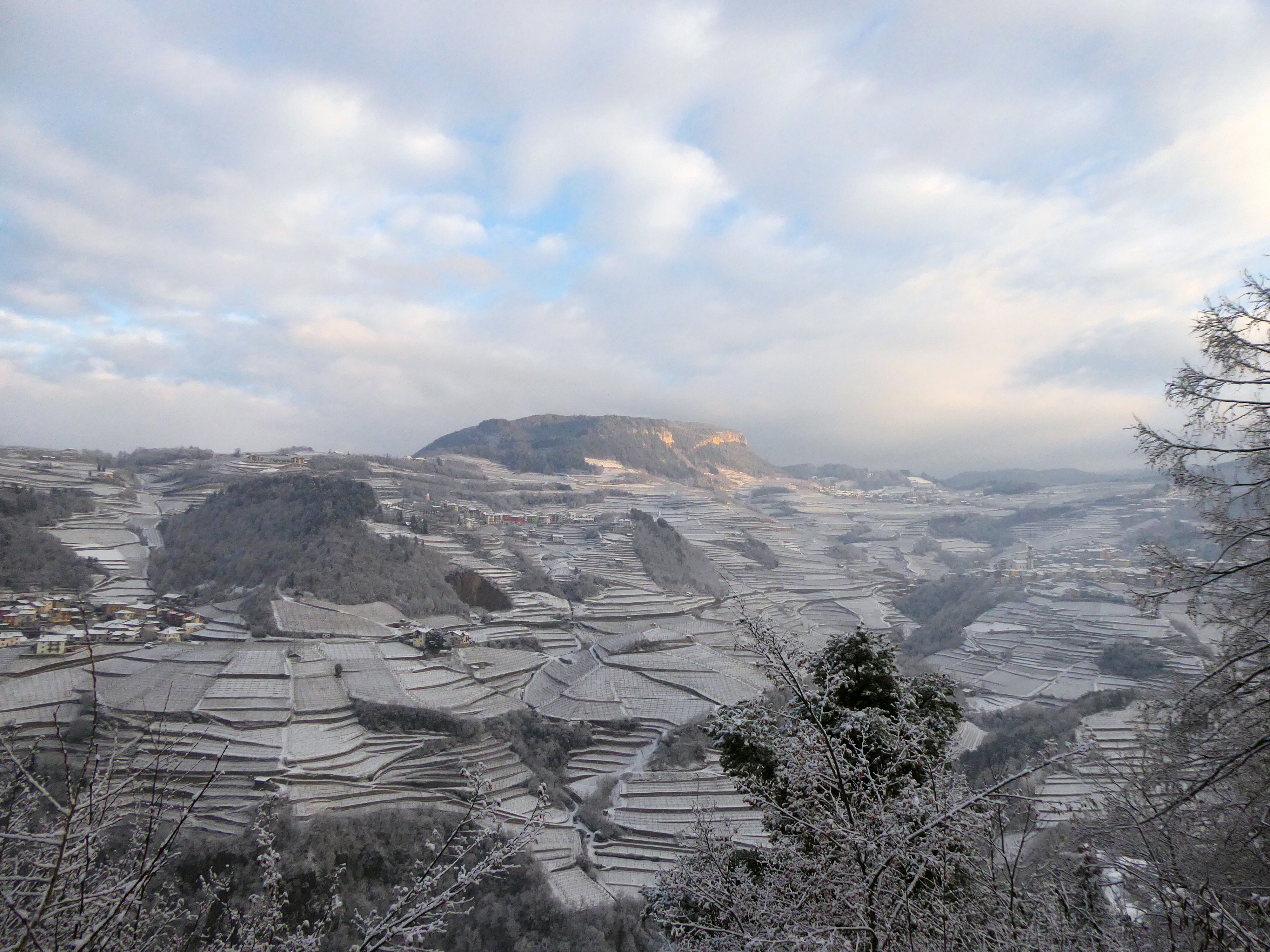
Panorama invernale del comune di Giovo con la frazione di Ville di Giovo.

### Territorio
Il paese di Ville di Giovo (705 m s.l.m.) è situato in posizione elevata e panoramica sulla valle e dista circa 1,47 km da Giovo.

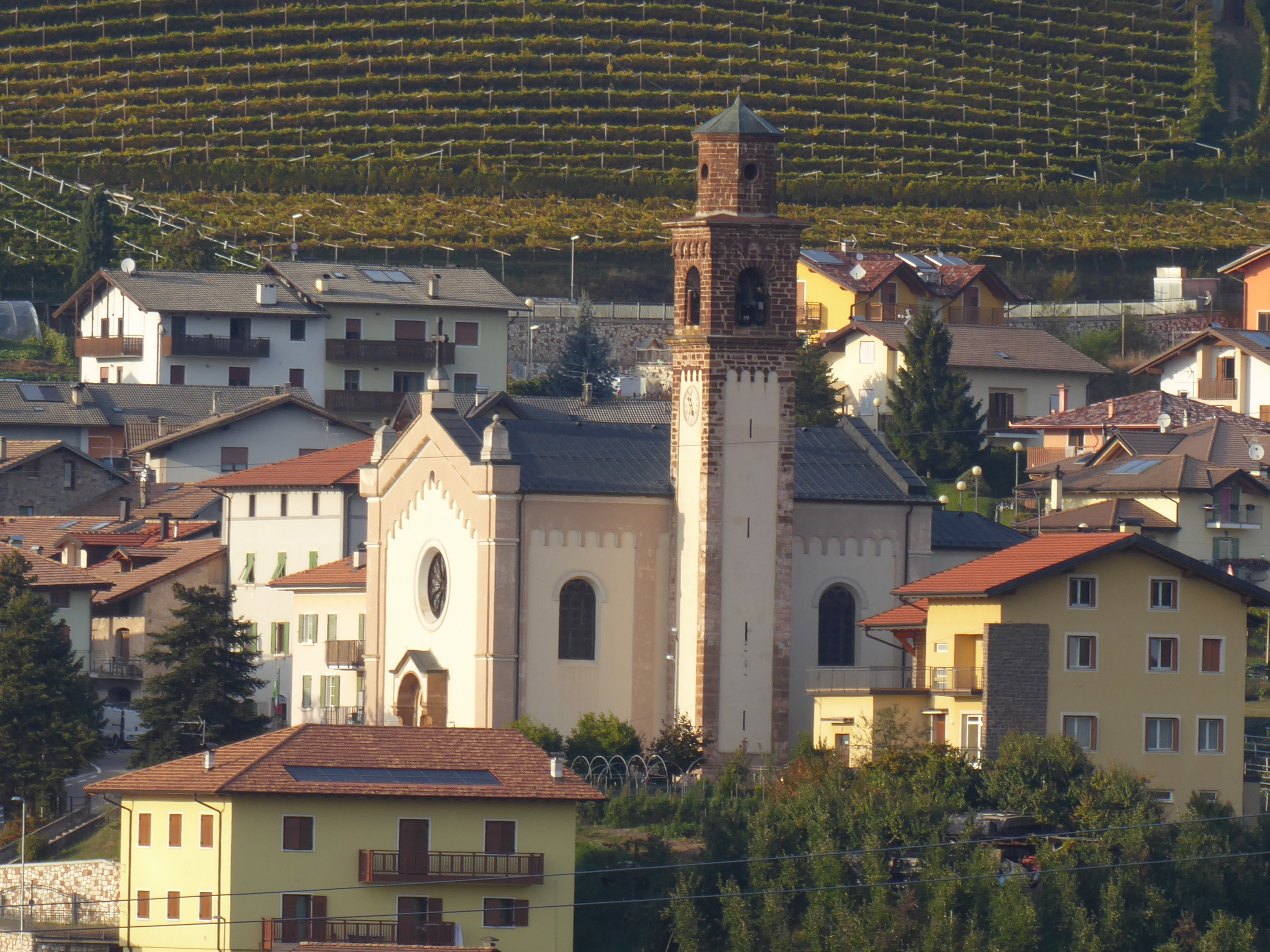
Chiesa di San Nicolò.

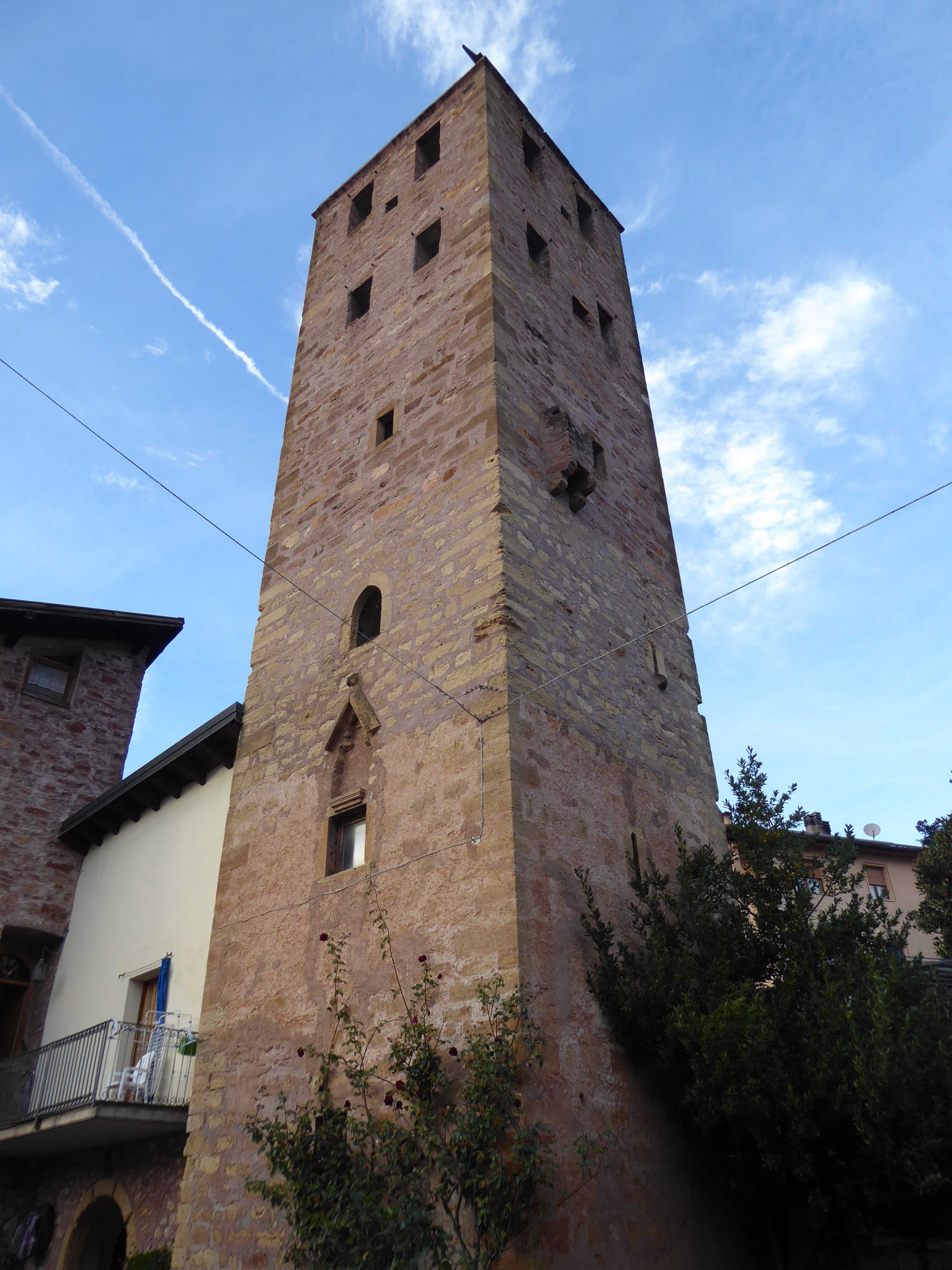
Castel Giovo.

## Storia
Non si hanno dati certi sul periodo del primo insediamento umano nella frazione, anche se è nota nell'area comunale una presenza già da tempi preistorici. Storicamente Ville di Giovo, posizionato su un dosso, si divide in due abitati leggermente distanti. Vesin o Vesino, in tempi recenti chiamato Ville di Sotto, che è ad altitudine leggermente inferiore (674 m s.l.m.) e Lavat, poi chiamato Ville di Sopra e con un maggior numero di residenti e posizionato ad altitudine leggermente più elevata (705 m s.l.m.).
La località stessa è attestata per la prima volta nel 1177-1184 quale "Villa" in un documento dei conti di Appiano a favore della Collegiata agostiniana di San Michele all'Adige.

## Monumenti e luoghi d'interesse
La posizione panoramica del piccolo centro offre una notevole vista sul territorio e permette di arrivare con lo sguardo alle cime del Bondone, della Paganella, delle Dolomiti di Brenta, dell'altopiano di Piné e spaziare sulla Valle dell'Adige.

### Architetture religiose
- Chiesa di San Nicolò, a Lavat o Ville di Sopra (706 m s.l.m.).[2]

### Architetture militari
- Castel Giovo, a Vesin o Ville di Sotto, viene anche chiamato castello della Rosa o Tor de Vesina (680 m s.l.m.).[2][3]

### Aree naturali
Tutto il territorio dal punto di vista geologico e naturalistico è interessante. Dalla borgata di Ville di Sopra è possibile proseguire sulla strada asfaltata ed entrare tra i boschi della valle tra il Mancabrot e il monte Corona in un ambiente caratterizzato da morene würmiane.

## Società

### Tradizioni e folclore
In settembre, nella terza domenica, tradizionalmente si ricorda la grave epidemia di colera che colpì tutto il territorio di Ville e dei paesi vicini, come Valternigo. La sagra dedicata alla Madonna Addolorata è quindi anche un momento che fa rivivere l'antico voto che risale al 1855.

## Economia
In passato erano presenti sul territorio attività estrattive con miniere di piombo ed argento, in particolare a Masen, e a Ville di Giovo c'era la sede dell'amministrazione.
A partire dal XX secolo molta parte dell'economia locale, come in tutto il comune, è legata alla coltivazione della vite ed alla produzione di vini.